# Estadi Icònic de Lusail
L'Estadi Icònic de Lusail o Estadi Internacional de Lusail (àrab: ملعب لوسيل الدولي, Malʿab Lūsayl ad-Duwalī) és un estadi esportiu de la ciutat de Lusail, al Qatar.
L'estadi va ser la seu de la final de la Copa del Món de futbol de 2022.
La seva capacitat és de 80.000 espectadors.